# 東里帕布利克鎮區 (密蘇里州格林縣)
東里帕布利克鎮區（英語：East Republic Township）是位於美國密蘇里州格林縣的一個行政鎮區。

## 地方資料
東里帕布利克鎮區的面積為7.92平方千米，皆為陸地。根據2020年美國人口普查的數據，當地共有人口5361人，而人口密度為每平方千米676.89人。